# Tricyphona rainieria
Tricyphona rainieria är en tvåvingeart som beskrevs av Alexander 1924. Tricyphona rainieria ingår i släktet Tricyphona och familjen hårögonharkrankar. Inga underarter finns listade i Catalogue of Life.